# Runic Games
Runic Games — американська компанія з розробки комп'ютерних ігор, утворена Тревісом Болдрі (творцем Fate), Максом та Еріком Шеферами (співзасновниками Blizzard North, Diablo), Пітером Ху та командою Seattle з Flagship Studios, відповідальної за Mythos. Це дочірня компанія Beijing Perfect World. У 2009 році компанія випустила Torchlight, одиночну рольову гру. 20 вересня 2012 року вони випустили продовження Torchlight II.

## Історія
Runic Games заснували в серпні 2008 року Тревіс Болдрі, Макс Шефер, Ерік Шефер і Пітер Ху. Компанію було сформовано спеціально з метою збереження команди Mythos, щоб розробити нову ARPG гру як «духовного спадкоємеця» попереднього проєкту. Після розпуску Flagship Studios в 2008 році всі 14 членів Сіетлської команди вступили до Runic Games.
Розробку нової гри почали близько листопада 2008, це означає, що у грі загального періоду розробки гри склав близько 11 місяців. На конференції розробників ігор 2009 року були присутні деякі члени команди Runic Games, які представили з ранньою версією їх одиночної гри, після чого була обрана назва Torchlight. Одним із доповнень до персоналу був Метт Ульмен, композитор серії Diablo від Blizzard Entertainment. Станом на середину 2009 року в компанії працює не менше 26 людей.
Gamasutra визнав Runic Games одним з «Top-5 розробників» 2009, що зуміли створити «добре відшліфовану» Torchlight всього за 11 місяців. Компанія була також високо оцінена за готовність прислуховуватися до своїх гравців.
Після релізу Torchlight у 2009 студія взялася до виробництва продовження, Torchlight II.
У 2010 році Perfect World Entertainment купив за $8,4 мільйона контрольний пакет акцій у Runic Games.
26 березня 2014 року Тревіс Болдрі оголосив, що покидає Runic Games разом із співзасновником Еріком Шефером, формуючи Double Damage Games.

## Ігри
Torchlight
Перший продукт Runic Games, опублікований Perfect World Entertainment, випущена для Windows 27 жовтня 2009. У фентезі тематичній грі дії розгортаються у вигаданому містечку з таємничими печерами та підземеллями, які звикли грабувати охочі авантюристи та населяли орди монстрів.
Гра отримала позитивну оцінку критиків.
Torchlight II
Runic Games оголосила про випуск Torchlight II, продовження успішного проєкту у багатокористувацькій альтернативі. Компанія вирішила розвивати серію й «дати гравцям те, чого вони бажають». Створення мультиплеєра слугувало проміжним кроком до створення запланованого командою MMORPG. Torchlight II була випущена 20 вересня 2012 року.
Hob
Hob — красивий і небезпечний невідомий світ. Чим більше гравець заглиблюється у світ дизайну, тим більше відкриває небезпек планети. Гравці повинні навчитися виживати, розуміти справжні цілі через набуття навичок і кінець кінцем відкрити природу в собі.
Hob без тексту або діалогів. Сенс розкривається в міру того, як гравці навчаються і взаємодіють з загадковою планетою, з її дивними формами життя. Hob виділяється своєю функцією smooth controller gameplay, багатошаровими головоломками та разючими візуальними ефектами.